# 松濤明
松濤 明（まつなみ あきら、1922年〈大正11年〉3月5日 - 1949年〈昭和24年〉1月6日）は、日本の登山家。

## 経歴
宮城県仙台市に生まれ、鉄道省の官吏であった父の都合で幼少のうちに東京市麻布区に移住、市立南山小学校から府立一中に進む。中学時代の1934年8月に教師に連れられて燕岳・槍ヶ岳などを登ったことをきっかけに登山に目覚め、翌年には早くも単独で白馬岳登頂を果たす。1938年（昭和13年）に川上晃良と出会うが、川上から無手勝流の登山ではいつ遭難するか分からないと諭され、自らが所属する東京登歩渓流（トボケル）会の中心メンバーである杉本光作を紹介される。杉本から気に入られて彼の勧めで同会に入会して登山の基礎を教わることになった。その後、1941年に東京農業大学へ進学して同大山岳部でも活躍するが、1943年11月太平洋戦争による学徒出陣で一時登山からは離れる。
1946年6月に復員するが、家庭内の問題（父親が大学進学直前に死去して経済的問題を抱えていた）もあって本格的な登山への復帰は1948年（昭和23年）に入ってからになった。この年だけで17回の山行と28か所の登頂に成功している。そして、12月19日、槍ヶ岳を焼岳に向かって縦走するために新宿駅を出発することになった（なお、12月11日から16日までの山行は今回の事前準備と下見も兼ねており、問題となる北鎌尾根にも立ち寄っている）。
この縦走には東京農大の後輩でもあった農林省職員の有元克己も同行する予定であったが、彼の仕事の都合もあり12月26日に北鎌尾根の第二峰の頂上で会う約束を交わして先行することにし、予定よりも2日早い24日に北鎌尾根に予め築いておいた雪洞に到着した。しかし、12月24日に新宿駅を出た有元は途中の信濃大町で集中豪雨と湯俣川の増水に巻き込まれて到着が約束よりも4日遅い12月30日になってしまった。しかも、麓での天候悪化は山岳では猛吹雪となって現れて、2人は雪洞に閉じ込められ、年が明けても風雪が収まる見込みがなかった（後に明らかになったところでは、年末年始の3週間で晴天はわずか2日でほとんどの期間が暴風雨もしくは暴風雪の状態であったという）。やがて死を覚悟して遺言を認めた後、1月6日に死去。享年26。
1月16日、朝日新聞が2人の遭難の一報を報じたことから、杉本光作・川上晃良・井上晧司ら登歩渓流会や東京農大山岳部の人々が協議し、同時期に穂高岳を登山していた各団体に問い合わせたところ、誰も2人を見ていないことが判明、同月25日に2人は遭難したと結論づけられた。これを受けて登歩渓流会や東京農大山岳部らによって4度の捜索が実施されて遺留品は見つけられたものの、肝心の2名の遺体は発見できなかった。ところが、下山する第4回目の捜索隊が葛温泉で槍ヶ岳に登るためにすれ違っていた法政大学山岳部のパーティーが7月25日に千丈沢四ノ沢出合にて2人の遺体を発見した。7月28日に遺族や杉本光作らが遺体の発見場所に向かって2名の遺言を記したメモを発見する。しかし、白骨化が進行していたために遺体はその場で荼毘に付すことになったという。
遭難中に記した日記や遺書は死後に『風雪のビバーク』として出版され、ベストセラーとなった。「最後の手帳」は大町山岳博物館に収蔵されている。
北穂高岳北峯のコルにある岩峰「松濤岩」は彼の名前に由来する。

## 著書および関連書籍
- 『風雪のビバーク』（朋文堂、1960年）
- 『新編・風雪のビヴァーク』山と溪谷社、2000年（『風雪のビバーク』の改題改訂版）ISBN 4-635-04702-4
- 春日俊吉「哀しいノート（北鎌尾根）」『山の遭難譜』二見書房、1973年、pp.177-188.
- 杉本光作「松濤明君と北鎌尾根遭難」『私の山 谷川岳』中央公論社（中公文庫）、1983年、pp.301-324.（原著は1981年刊）
- 山際淳司『山男たちの死に方：雪煙の彼方に何があるか 遭難ドキュメント』KKベストセラーズ、1984年、ISBN 9784122023635
- 平塚晶人『二人のアキラ、美枝子の山』文藝春秋、2004年、ISBN 9784163660301